# Oona Chaplin

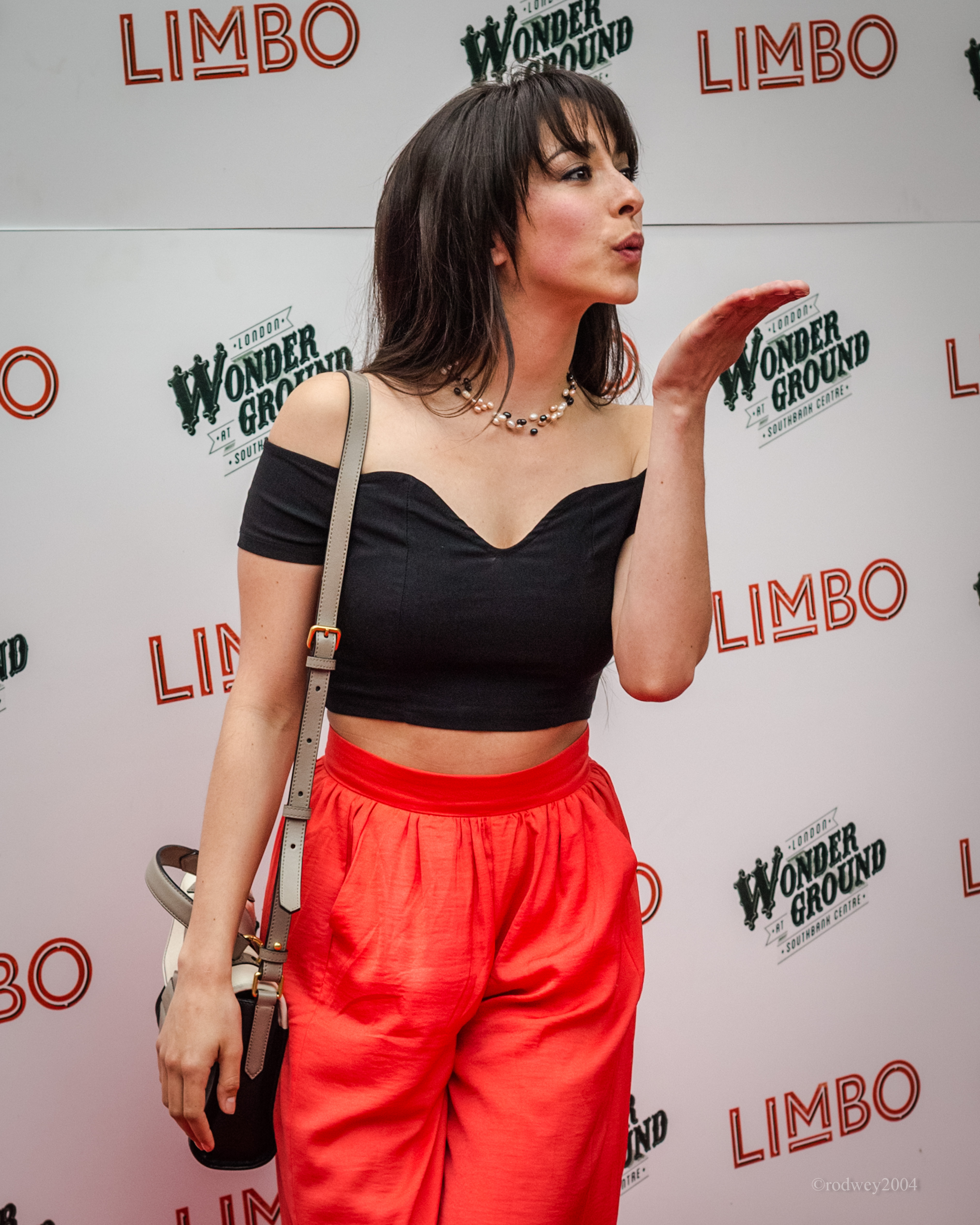
Oona Chaplin, 2013

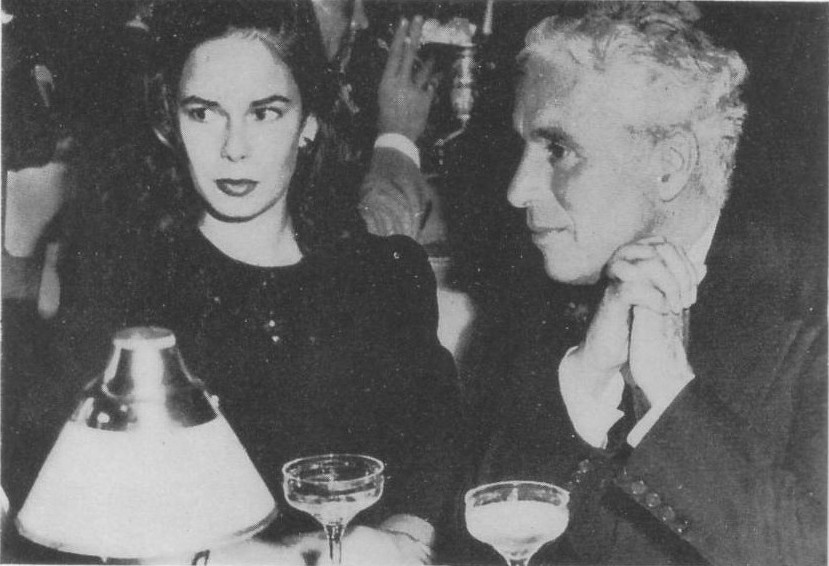
A sua avó Oona O'Neill e o seu avô Charlie Chaplin em 1944.

Oona Castilla Chaplin (Madrid, 4 de junho de 1986) é uma atriz, bailarina e dançarina espanhola, neta do ator britânico Charlie Chaplin e bisneta do dramaturgo norte-americano Eugene O'Neill.

## Vida pessoal
Chaplin, que recebeu seu nome em homenagem a sua avó Oona O'Neill, a quarta esposa do ator Charlie Chaplin, nasceu em Madrid, filha de Geraldine Chaplin e do diretor de fotografia chileno Patricio Castilla. Ela cresceu na Suíça e em Madrid, estudando primariamente história e dança desde os 15 anos na escola Gordonstoun. Aos 17 anos, ela interpretou seu avô em uma peça escolar, uma adaptação de A Midsummer Night's Dream no Festival Internacional de Edinburgo. Ela atualmente vive em Londres, Inglaterra.

## Carreira
Depois de se formar na Gordonstoun, Chaplin entrou na famosa e prestigiada Royal Academy of Dramatic Art. Sua primeira aparição no cinema foi em 2008 em uma ponta no filme de James Bond Quantum of Solace. Ela foi considerada para o papel de uma das bond girls, porém a personagem acabou sendo interpretada por Gemma Arterton. Começando com um papel pequeno na comédia Inconceivable, ela tem trabalhado profissionalmente com sua mãe desde 2008. Junto com seu primeiro papel como protagonista, em Imago Mortis de 2009, essas foram as primeiras colaborações entre duas pessoas da família Chaplin em décadas. Em 2011, ela estrelou a série de televisão britânica The Hour como Marnie Madden. Em 2012, ela assumiu o papel de Talisa Maegyr na série de televisão norte-americana Game of Thrones.

## Filmografia
| Ano       | Filme                            | Papel                                     | Notas                   |
| --------- | -------------------------------- | ----------------------------------------- | ----------------------- |
| 2007      | Spooks                           | Kate                                      | Televisão: 1 episódio   |
| 2008      | Inconceivable                    | Laura Chapel                              |                         |
| 2008      | Spooks: Code 9                   | Kate                                      | Televisão: 1 episódio   |
| 2008      | First, Love?                     | Laura                                     | Curta                   |
| 2008      | Quantum of Solace                | Recepcionista do Hotel Perla de las Dunas |                         |
| 2009      | Imago Mortis                     | Arianna                                   |                         |
| 2010      | Pelica Blood                     | Linda                                     |                         |
| 2010      | Married Single Other             | Fabiana                                   | Televisão: 4 episódios  |
| 2010      | El Gordo: Una História Verdadera | Silvia                                    | Minissérie: 2 episódios |
| 2010      | Vampyre Compendium               |                                           | Curta                   |
| 2011      | The Devil's Double               | Beauty                                    |                         |
| 2011      | Salar                            | Sandra                                    | Curta                   |
| 2011      | ¿Para Qué Sirve un Oso?          | Rosa                                      |                         |
| 2011–2012 | The Hour                         | Marnie Madden                             | Televisão               |
| 2012      | Sherlock                         | Jeanette                                  | Televisão: 1 episódio   |
| 2012      | The Sorrows                      | Sarah                                     |                         |
| 2012–2013 | Game of Thrones                  | Talisa Maegyr                             | Televisão: 12 episódios |
| 2013      | Powder Room                      | Jess                                      |                         |
| 2013      | Dates                            | Mia                                       | Televisão: 9 Episódios  |
| 2014      | Black Mirror                     | Greta                                     | Televisão: 1 episódio   |
| 2015      | The Longest Ride (filme)         | Ruth                                      |                         |
| 2016      | Realive                          | Naomi                                     |                         |
| 2017      | Taboo                            | Zilpha Geary/Delaney                      | Televisão               |